# Carrikerella
Carrikerella es un género de mantis (insecto del orden Mantodea) de la familia Thespidae. Es originario de América.

## Especies
Contiene las siguientes especies:
- Carrikerella ceratophora
- Carrikerella empusa
- Carrikerella simpira